# Erik Geting
Erik Johannis Geting, död mellan 1535 och 1538, var en svensk präst och påvlig hovman.
Erik Geting omtalas första gången i skriftliga handlingar 1487, då han vistades i Rom. Han kallas där "clericus Vpsalius" och härstammade troligen från Uppsala. Abbedissan Ingegärd Hansdotter vid Sko kloster, som var dotter till borgmästaren i Uppsala Hans Snickare anger honom som en släkting. En Jakob Geting var borgmästare i Uppsala 1399-1412 och en Peder Geting var jordägare i staden 1447 kan vara av samma släkt som Erik Geting. En Jöns Geting stämdes även inför rätten i Stockholm 1479, men verkar inte ha varit bosatt där, även denne möjligen även en släkting. Annars hade Erik Geting även släkt i Skogs-Tibble socken. Erik Geting verkar under sin tid i Rom ha passat på att skaffa sig inkomstbringande tjänster, och redan 1487 sökte han posten som dekan i Ericus Olai och 1488 sökte han befattningar i Aarhus, Tønsberg och Närtuna samt de kanonikat och prebenden som blivit lediga sedan Erik Trolle lämnat sin prästkarriär och gift sig. Dessa erhöll han troligen allesammans. Från 1492 uppehöll han sig studentkollegiet Gasa di Sapienza i Siena och anges som rektor för universitet i Siena. Senast 1501 blev han doktor vid universitetet. Ännu 1501 var han kvar i Rom där han sökte och fick Mattias Gregersson (Lillie)s kanonikat och prebenden i Uppsala men befann sig 1504 i Uppsala, där han på grund av sjukdom tackar nej till en inbjudan till riksföreståndaren Svante Nilsson (Sture)s bröllop. Han sändes 1510 med ett brev för att medla mellan ärkebiskop Jakob Ulfsson och Hemming Gadh, dock utan framgång.
Erik Geting skall av den nytillträdde ärkebiskopen Gustaf Trolle 1515 sänts till Sten Sture den yngre med en skrivelse om Stäkets län som riksföreståndaren lagt i kvarstad. Geting närvarade vid rådmötet i Södertälje 1516. Under belägringen av Stäket våren 1517 försåg han två gånger Trolle med pengar för att kunna avlöna sina soldater. 17 juni 1520, en kort tid efter Långfredagsslaget vid Uppsala skrev Geting ett brev till Trolle som är en viktig källa för händelseförloppet under konflikten. Han varnar där Trolle för att lita på Uppsalas borgmästare. Erik Geting var en av utfärdarna och beseglarna av kättarförklaringen i samband med Stockholms blodbad. Han var i juni 1523 kallad att avge berättelse om blodbadet. Erik Geting var en av de hårdförare motståndarna mot reformationen. Han kom trots det att fungera som styresman för ärkestiftet mellan Johannes Magnus landsflykt 1526 och Laurentius Petris val till ärkebiskop 1531.